# 웸블리 센트럴역
웸블리 센트럴 역(영어: Wembley Central)은 런던 지하철, 런던 지상철, 내셔널 레일 노선이 지나가는 역이다. 이 역은 런던 웸블리 하이 로드 가(High Road)에 위치한다.

## 역사
약사
- 1837년 7월 20일 : 런던 및 버밍엄 레일웨이 노선이 개통되었다.
- 1842년: 역이 서드베리라는 이름으로 개장하였다.
- 1882년 5월 1일 : 역 이름이 서드베리 & 웸블리으로 바뀌었다.
- 1910년 11월 1일 : 역 이름이 웸블리 포 서드베리로 바뀌었다. "와트포드 DC 라인"(LNWR 뉴 라인)의 건설과 동시에 이름이 바뀌었다.
- 1917년 4월 16일 : 베이컬루 선 서비스가 뉴 라인 노선 위에서 개시되었다.
- 1936년 지상 건물이 새로 지어졌으며 그 안에 상점들이 들어섰다.
- 1948년 웸블리 스타디움에서 열리는 올림픽 경기를 위해 보수했다.
- 1948년 7월 5일 : 이름이 웸블리 센트럴으로 바뀌었다.
- 1960년대 : 역 광장이 역 위에 지어졌다. 현재의 레이아웃과 거의 비슷해졌다.
- 1982년 9월 24일 : 베이컬루 선 서비스가 중단되었다.
- 1984년 6월 4일 : 베이컬루 선 서비스가 다시 개시되었다.
- 2007년 11월 : 역의 관할하는 자가 실버링크 트레인즈에서 런던 지하철로 바뀌었다.
- 2008년 6월 : 1936/1948년에 지어졌던 지상 건물이 철거되었다. 현재 재개발 중이다.
- 2009년 2월 : Southern services to East Croydon stop here more regularly (매일 주간 몬스타(Mon-Sat)).

## 향후 계획
현재 이 역은 보수 중이다.

## 인접 정차역
| 베이컬루 선                      | 베이컬루 선 | 베이컬루 선                          |
| -------------------------------- | ----------- | ------------------------------------ |
| 노스 웸블리 해로 & 웰드스톤 방면 | 베이컬루 선 | 스톤브릿지 파크 엘리펀트 & 캐슬 방면 |